# Église Notre-Dame-de-Livry
L'église Notre-Dame de Livry est une église catholique située à Livry-Gargan. Elle est placée sous le vocable de Notre-Dame.

## Histoire
Une première église appelée Notre-Dame-du-Breuil est attestée dès la fin du XIe siècle: En 1184, le seigneur de Livry, Guillaume IV de Garlande, donne sa propriété de Montceleux à Notre-Dame du Breuil. C’est sur le domaine de cette église que sera constituée l’abbaye Notre-Dame de Livry.
L’édifice est rebâti une première fois sur un plan quadrangulaire en 1697. Le plan cadastral de 1819 figure un édifice de 30 m de long sur 10 m de large.
Sur le même emplacement est bâtie l'église actuelle en 1820. Le clocher est reconstruit en 1874. 